# Manuel Mayorga
Pour les articles homonymes, voir Mayorga.
Manuel Jesús Mayorga Paniccia, né le 2 janvier 1943 à Callao au Pérou, est un footballeur péruvien reconverti en entraîneur.

## Biographie

### Carrière de joueur
Jouant au poste de milieu de terrain, Manuel Mayorga fait notamment partie de l'équipe du Sport Boys, vice-championne du Pérou en 1966, se qualifiant pour la première fois à la Copa Libertadores. Il y côtoie le double champion du monde brésilien Zózimo, arrivé la même année au club. Après un passage au Defensor Arica en 1969-1970, il recale à l'Alianza Lima en 1971. Il y est sacré champion du Pérou en 1975.
International péruvien de 1972 à 1973, il dispute 15 matchs en sélection. Il marque son seul but international le 26 février 1973 en match amical face au Panama (victoire 4-0).

### Carrière d'entraîneur
Devenu entraîneur, Mayorga assure l'intérim à la tête de l'équipe nationale du Pérou en avril 1986, à l'occasion d'un match amical face au Brésil à São Luís, rencontre qui se solde par une défaite de quatre buts à zéro. 
Quelques années plus tard, on le retrouve au Sport Boys – où il remplace Miguel Company – club avec lequel il est vice-champion du Pérou en 1991.

## Palmarès

### Palmarès de joueur
| Sport Boys - Championnat du Pérou : - Vice-champion : 1966. |  | Defensor Arica - Championnat du Pérou : - Vice-champion : 1969. |  | Alianza Lima - Championnat du Pérou (1) : - Champion : 1975. |

### Palmarès d'entraîneur
Sport Boys
- Championnat du Pérou :
  - Vice-champion : 1991.